# ماه و خورشید
ماه و خورشید فیلمی به کارگردانی و نویسندگی محمدحسین حقیقی و تهیه‌کنندگی منوچهر شاهسواری محصول سال ۱۳۷۴ است.

## خلاصه فیلم
مختار جوان رزمنده‌ای است که تحصیلات خود را به دلیل رفتن به جبهه نیمه کاره رها می‌کند، اما با خبر پذیرش قطع نامه به تهران برمی گردد و در ادامهٔ رفتن به دانشگاه، با گرفتن نمره‌های ضعیف تهدید به اخراج می‌شود و…

## جشنواره‌ها

### جشنواره فیلم فجر
فیلم ماه و خورشید در پانزدهمین دوره جشنواره فیلم فجر (۱۳۷۵) در بخش بهترین نقش دوم مرد (امین تارخ) توانسته است سیمرغ بلورین جشنواره را کسب کند.

### جشن خانه سینما
همچنین این فیلم در اولین دوره جشن خانه سینما (۱۳۷۶) در دو بخش بهترین فیلم و بهترین چهره‌پردازی (عبدالله اسکندری) کاندیدا مسابقات بوده‌اند.

### جشنواره فیلم دفاع مقدس
فیلم ماه و خورشید در هفتمین دوره جشنواره فیلم دفاع مقدس ۳ بخش بهترین فیلم، بهترین فیلم‌نامه (محمدحسین حقیقی) و بهترین موسیقی متن (محمدرضا علیقلی) توانسته است تندیس و لوح تقدیر جشنواره را کسب کند.

### جشنواره فیلم اجتماعی آبادان
این فیلم در اولین دوره جشنواره فیلم اجتماعی آبادان (۱۳۷۸) حضور داشته است.